# 盧森堡21歲以下國家足球隊
盧森堡21歲以下國家足球隊（Luxembourg national under-21 football team，簡稱盧森堡U21）是盧森堡的21歲以下國家足球代表隊，由盧森堡足球總會組織，參加每兩年舉辦一次的歐洲U-21足球錦標賽。

## 競賽成績
盧森堡U21自1978年首屆已開始參加歐洲U-21足球錦標賽，至今不單仍未曾晉級決賽週，全部以墊底成績出局，其中1992年、1996年、2000年及2004年更是0勝0和0分0入球的「四零部隊」，歷來參加超過110場外圍賽只曾取得兩場勝仗，分別為1986年主場3-1擊敗比利時（亦是首次在賽事中取得積分）及2011年作客1-0擊敗波黑U21。

### 歐青盃歷屆成績
| 年度   | 主辦國   | 冠軍     | 成績           |
| ------ | -------- | -------- | -------------- |
| 1978年 | 主客制   | 南斯拉夫 | 外圍賽出局     |
| 1980年 | 主客制   | 蘇聯     | 外圍賽出局     |
| 1982年 | 主客制   | 英格蘭   | 外圍賽出局     |
| 1984年 | 主客制   | 英格蘭   | 外圍賽出局     |
| 1986年 | 主客制   | 西班牙   | 外圍賽出局     |
| 1988年 | 主客制   | 法國     | 外圍賽出局     |
| 1990年 | 主客制   | 蘇聯     | 外圍賽出局     |
| 1992年 | 主客制   | 義大利   | 外圍賽出局     |
| 1994年 | 法國     | 義大利   | 外圍賽出局     |
| 1996年 | 西班牙   | 義大利   | 外圍賽出局     |
| 1998年 | 羅馬尼亞 | 西班牙   | 外圍賽出局     |
| 2000年 | 斯洛伐克 | 義大利   | 外圍賽出局     |
| 2002年 | 瑞士     | 捷克     | 外圍賽出局     |
| 2004年 | 德国     | 義大利   | 外圍賽出局     |
| 2006年 | 葡萄牙   | 荷蘭     | 外圍賽出局     |
| 2007年 | 荷蘭     | 荷蘭     | 外圍賽預賽出局 |
| 2009年 | 瑞典     | 德國     | 外圍賽出局     |
| 2011年 | 丹麦     |          |                |

## 外部連結
- 歐足協：U21國家隊網站 （页面存档备份，存于）
- RSSSF：歐青賽全紀錄 （页面存档备份，存于）